# Krmpote
Krmpote su područje između Novog Vinodolskog i Senja, što se proteže između Ledenica na zapadu i Krivog Puta na istoku. Dijele se na Gornje i Donje Krmpote. Naseljavaju ih Hrvati bunjevačkog porijekla, u novije vrijeme jako rijetko naseljene zbog ekonomske migracije nakon Drugoga svjetskog rata.
Krmpoćani, Krmpote dijele u Gornja sela pripadaju Luka, Pavličevići, Grujići, Jurići, Radići Zabukovac i Bukovac, zatim u srednja sela Bačići, Podmelnik, Ruševo, Omar i Podomar, i u primorska sela: Bile, Staro Selo, Vukeljska Draga, Polje, Dubrava, Drinak, Poljica, Gornja i Donja Smokvica i Sibinj.
Prva osnovna škola za cijelo Krmpote osnovana je u Polju 1873. 